# Козодуб
Козоду́б — село в Україні, у Криничанській селищній громаді Кам'янського району Дніпропетровської області.
Населення — 130 мешканців.

## Географія
Село Козодуб знаходиться біля витоків річки Базавлук, на відстані 3 км від сіл Червоноіванівка і Теплівка. Практично злилося з селищем Соколівка, яке розташоване північніше. По селу протікає пересихаючий струмок з загатою. Поруч проходять автомобільна дорога Т 0429 і залізниця, роз'їзд Полівський за 2 км.

## Історія
За даними на 1859 рік у власницькому селі Семенівської волості Верхньодніпровського повіту Катеринославської губернії мешкало 97 осіб (48 чоловічої статі та 49 — жіночої), налічувалось 9 дворових господарств.
1908 року населення становило 265 осіб (145 чоловіків та 120 жінок), налічувалось 37 дворових господарств.

## Населення

### Мова
Розподіл населення за рідною мовою за даними перепису 2001 року:
| Мова       | Кількість | Відсоток |
| ---------- | --------- | -------- |
| українська | 135       | 88.82%   |
| циганська  | 8         | 5.26%    |
| російська  | 6         | 3.95%    |
| білоруська | 2         | 1.32%    |
| румунська  | 1         | 0.65%    |
| Усього     | 152       | 100%     |